# Pseudopterocalla fenestrata
Pseudopterocalla fenestrata är en tvåvingeart som först beskrevs av Wulp 1899.  Pseudopterocalla fenestrata ingår i släktet Pseudopterocalla och familjen fläckflugor. Inga underarter finns listade i Catalogue of Life.